# Telharmonium
Il telharmonium o dinamofono è un sintetizzatore elettrofonico inventato da Thaddeus Cahill intorno al 1897, può essere considerato l'antenato dell'Onde Martenot e dell'organo elettromeccanico Hammond.

## Storia
Tale strumento era formato essenzialmente da 145 ruote foniche (simili ad un alternatore) e induttori al fine di produrre correnti alternate di varie frequenze. Questi segnali venivano controllati da diverse tastiere di 7 ottave. Il peso era incredibilmente elevato: 200 tonnellate.
La generazione delle frequenze relative ad ogni nota a mezzo delle ruote foniche fu utilizzato per la progettazione dell'organo Hammond. Ogni nota viene generata da una apposita ruota metallica provvista di un profilo seghettato a forma sinusoidale, il cui numero di "denti" è proporzionale alla frequenza da generare, davanti alla quale è posto un pickup elettromagnetico che capta il segnale elettrico prodotto. Lo stesso principio è utilizzato nei sensori di velocità delle ruote delle automobili (sistemi ABS) in quanto non c'è bisogno di contatto meccanico tra il corpo rotante e il trasduttore, e eventuale sporco o acqua non influenzano il segnale prodotto, come potrebbe avvenire con sensori ottici.
Nonostante la mole dello strumento, inizialmente noto come "dinamofono", il suono prodotto era molto debole, e non erano ancora disponibili strumenti elettronici per potenziare l'audio; per cui, per rendere il suono più soddisfacente, si utilizzava una struttura simile alla tavola armonica di un pianoforte, che era in grado di fornire un suono un po' più amplificato.
Il suo inventore ebbe in seguito l'idea di impiegarlo per la filodiffusione della musica, attraverso il telefono, da cui il nome di "Telharmonium" (ossia "Tele-harmonium", strumento per trasmettere la musica a utenti lontani). Ben presto, però, il progetto fallì, anche perché i costi di gestione erano elevati, e le linee telefoniche non erano ancora in grado di reggere il sovraccarico di segnali che derivava da una trasmissione di massa.
Non esistono registrazioni originali dell'epoca, ma nel 1997, il regista statunitense Reynold Weidenaar ha realizzato il documentario Magic Music From Telharmonium sulla storia ed il funzionamento dello strumento, rimettendo in funzione l'unico esemplare fortunosamente conservatosi.